# Paul Kruger (film, 1956)
Pour plus de détails, voir Fiche technique et Distribution.
Paul Kruger est un film sud-africain en noir et blanc, en langue principalement afrikaans, réalisé par Werner Grünbauer et sorti le 11 juin 1956. 

## Genre
Le film est un biopic historique consacré à l'ancien président du Transvaal, Paul Kruger.

## Scénario
La vie de Paul Kruger, chasseur, voortrekker, président sud-africain et icône boer. 

## Fiche technique
- Directeur : Werner Grünbauer
- Production : Tina Watson et Bill Norris
- Scénario : Cobus Fick et Colley Fick
- Musique : Stephen Eyssen
- Film en noir et blanc
- Langue : Afrikaans et anglais
- Durée : 92 minutes
- Origine :  Afrique du Sud
- Lieu de tournage : Transvaal
- Sortie en Afrique du Sud: 11 juin 1956

## Distribution
- James Norval : Oom Paul Kruger
- Andre Huguenet : Sir Theophilus Shepstone
- Wena Naudé : Tant Gesina Kruger
- Siegfried Mynhardt : Président Thomas François Burgers
- Anna Cloete : Alida Malan
- Gwen Ffrangcon-Davies : la Reine Victoria
- Bruce Anderson : Lord Alfred Milner
- Michael Grobbelaar : Piet Joubert
- Jamie Uys: le frère cadet
- Jan Bruyns : Andries Pretorius
- Tilana Hanekom : La fille de Kruger
- Cisca Marais : Maria Kruger
- David Rens : Cecil Rhodes
- Danie Smuts : Jan Smuts
- Danie van der Heever : le président Francis William Reitz
- Joel Herholdt : Lord Kitchener
- Pieter Hauptfleisch : le général Koos de la Rey